# Cantón Taisha
Taisha es un cantón de la provincia de Morona Santiago en Ecuador, tiene una población de 18.437 habitantes.  Su cabecera cantonal es la ciudad de Taisha. Su fecha de cantonización es el 28 de junio de 1996. Su alcalde actual es el Lic. Hugo Molina.

## Extensión y límites
El cantón Taisha tiene una extensión de 6090km2.  Su altitud promedio es 510msnm.
Sus límites son:
- Al norte con el cantón Pastaza de la provincia de Pastaza y el cantón Huamboya
- Al este con el cantón Pastaza de la provincia de Pastaza.
- Al sur con el Perú.
- Al oeste con el cantón Morona

## División política
Taisha se divide en cinco parroquias:

Parroquia Urbana
- Taisha (cabecera cantonal).

Parroquias Rurales
- Huasaga (Cab. en Wampuik).
- Tuutinentza.
- Macuma.
- Pumpuentsa.